# Kanton Limón Indanza
Der Kanton Limón Indanza befindet sich in der Provinz Morona Santiago im Südosten von Ecuador. Er besitzt eine Fläche von 1821 km². Im Jahr 2020 lag die Einwohnerzahl schätzungsweise bei 10.350. Verwaltungssitz des Kantons ist die Kleinstadt General Plaza mit 3523 Einwohnern (Stand 2010). Der Kanton Limón Indanza wurde am 15. Dezember 1950 eingerichtet. Benannt wurde der Hauptort nach Leonidas Plaza Gutiérrez, in den Jahren 1901–1905 und 1912–1916 Präsident von Ecuador.

## Lage
Der Kanton Limón Indanza befindet sich im Süden der Provinz Morona Santiago. Das Gebiet wird im Westen von der Cordillera Real und im Osten von der Cordillera del Cóndor begrenzt. Im Nordosten wird der Kanton von den Flüssen Río Namangoza und Río Santiago begrenzt. Die Flüsse Río El Cruzado, Río Yunganza, Río Zamora und Río Coangos durchfließen den Kanton in nördlicher Richtung. Die Fernstraße E45 (Loja–Macas) führt durch den Kanton und an dessen Hauptort vorbei.
Der Kanton Limón Indanza grenzt im Norden an den Kanton Santiago, im Nordosten an den Kanton Tiwintza, im Südosten an Peru, im Süden an den Kanton San Juan Bosco sowie im Westen an die Provinz Azuay.

## Verwaltungsgliederung
Der Kanton Limón Indanza ist in die Parroquia urbana („städtisches Kirchspiel“)
- General Plaza

und in die Parroquias rurales („ländliches Kirchspiel“)
- Indanza
- San Antonio
- San Miguel de Conchay
- Santa Susana de Chiviaza
- Yunganza

gegliedert.